# Tõnis Kint
Tonis Kint (ur. 17 sierpnia 1896, zm. 5 stycznia 1991) – estoński polityk, wieloletni minister, wicepremier (1963-1970) i prezydent tego kraju na emigracji (1970-1990), przed wojną działacz ludowy i bliski współpracownik prezydenta Konstantin Pätsa.

## Życiorys
Urodził się w Paasioja w południowej części Estonii, studiował na Politechnice Ryskiej, musiał przerywać naukę (w międzyczasie służył w armii carskiej w Carycynie oraz w estońskim wojsku, broniąc kraju przed inwazją sowiecką). Po opuszczeniu wojska studiował nauki rolnicze w Tartu, później dokształcał się w Kopenhadze (w tej samej dziedzinie). W 1925 odbył długą podróż po krajach skandynawskich (również związaną z rolnictwem). Po przyjeździe pracował nad księgowością rolniczą, zaangażował się również w działalność jednej z partii ludowych.
W 1936 wybrany do Riigikogu na posła, ponownie w 1938, kierował wówczas komisją rolnictwa. W 1940 otrzymał zadanie od prezydenta Konstantina Pätsa skonstruowania antykomunistycznej listy w wyborach do parlamentu, która w wyniku fałszerstw wyborczych poniosła porażkę.
Tonis Kint uciekł przed masową deportacją do łagrów, jaka miała miejsce 14-15 lipca 1940. W czasie okupacji niemieckiej pracował w administracji. Później osiadł na swej farmie w Paasioja. We wrześniu 1944 udało mu się uciec przed Armią Czerwoną do Szwecji. Pracował na Szwedzkiej Akademii Rolniczej, gdzie został honorowym przewodniczącym Towarzystwa Rolników Estońskich oraz przewodniczącym Estońskiej Partii Ludowej na emigracji. 12 stycznia 1953 po utworzeniu rządu emigracyjnego w Oslo przez Augusta Reia mianowano go ministrem rolnictwa (wkrótce także i wojny). W 1963 został awansowany do funkcji wicepremiera przez prezydenta Aleksandra Warmę. Od 23 grudnia 1970 do 1 marca 1990 sprawował urząd premiera pełniącego obowiązki prezydenta (termin zaczerpnięty z przedwojennej konstytucji estońskiej). Piastował tę funkcję najdłużej w historii Estonii. Zmarł w północnej Szwecji i został pochowany w Sztokholmie.
W 1983 z inicjatywy emigracyjnego rządu w Londynie odznaczony Orderem Odrodzenia Polski.